# اسفرولیت

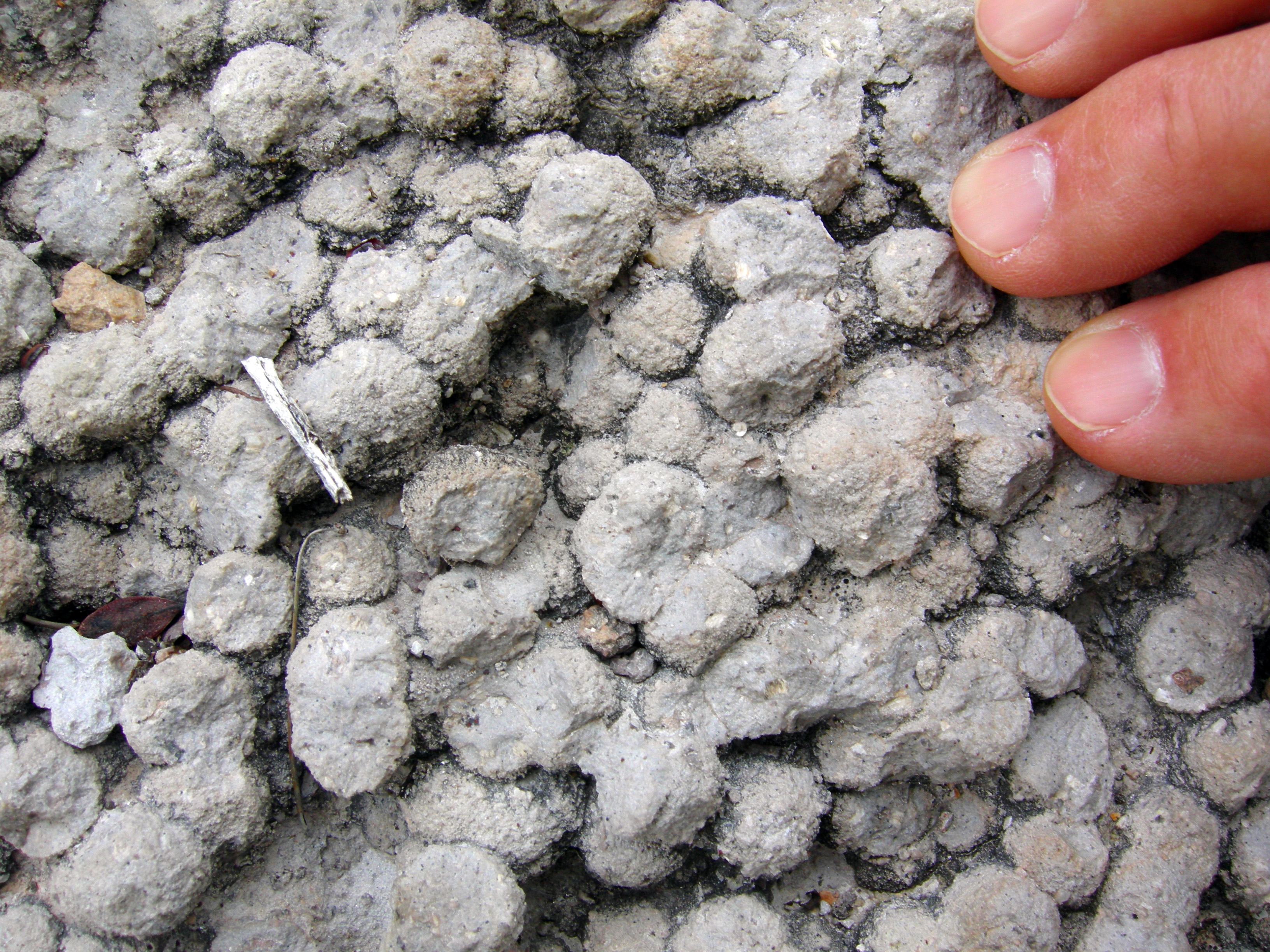
اسفرولیت‌ها در خاکستر آتشفشانی‌خارا، هایل‌استون تریل، اکو کنیون، کوه‌های چیریکاهوا، آریزونا

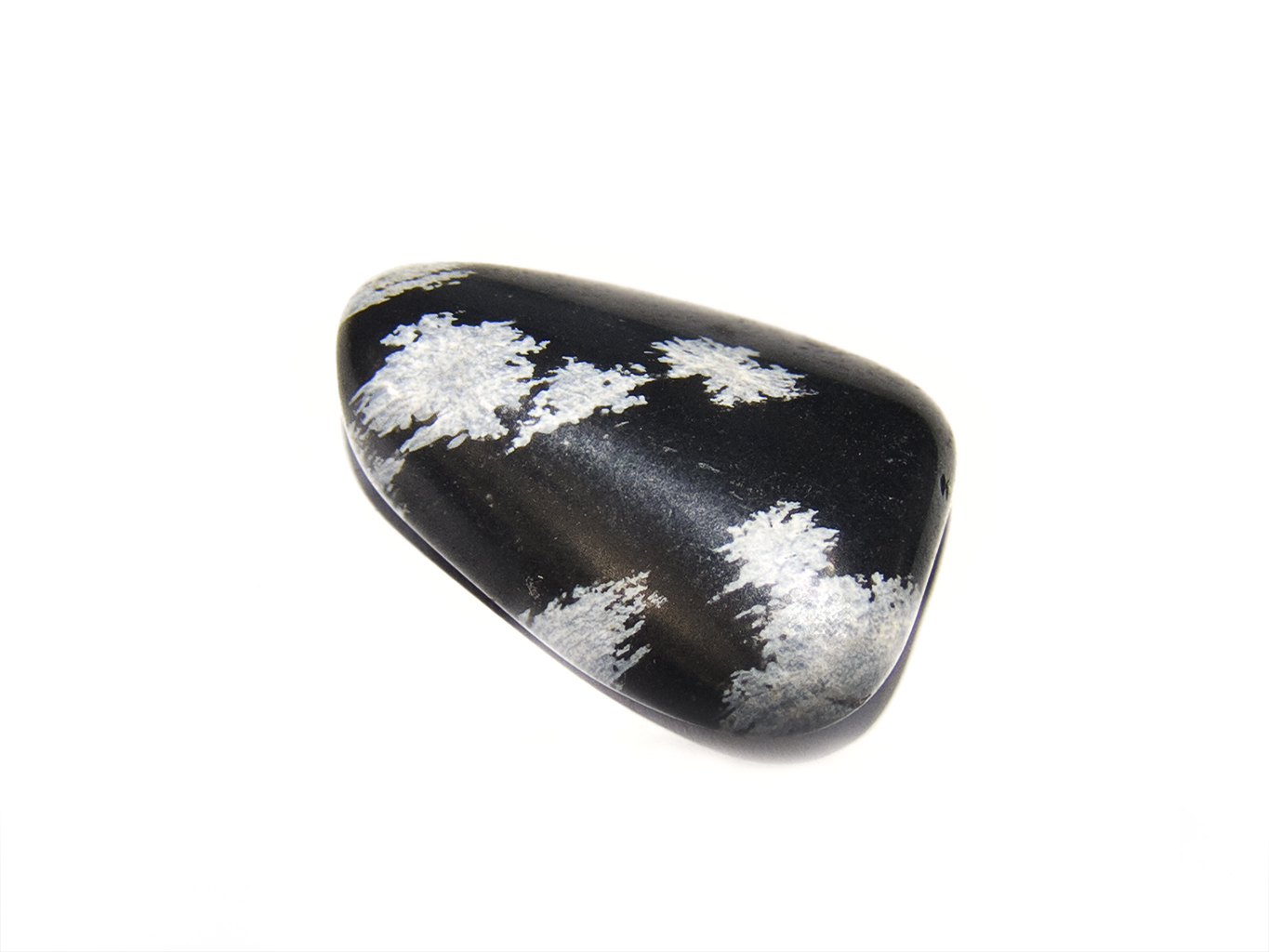
نشانه‌های گوی‌سنگ روی ابسیدین برف‌دانه

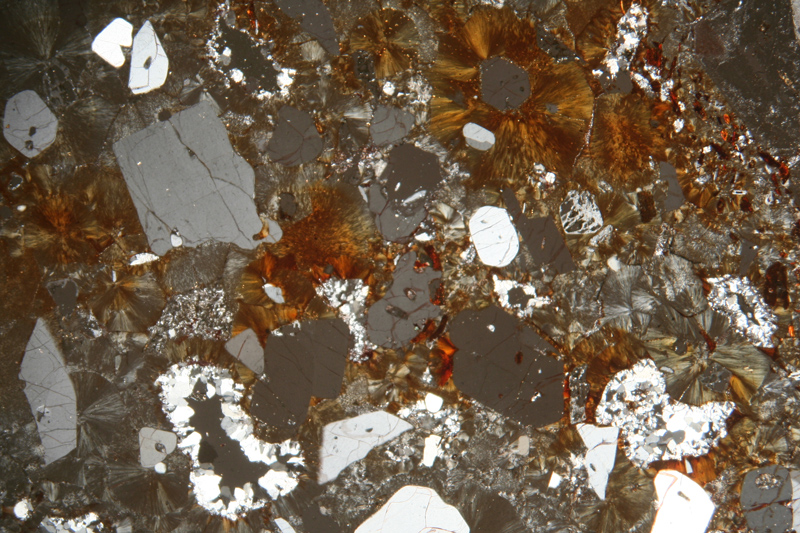
عکس‌میکروسکپی ریولیت، بافت گوی‌سنگ (قهوه ای، بین بلورهای خاکستری تا سفید) را نشان می‌دهد.

در پترولوژی، اسفرولیت (به انگلیسی: Spherulite) یا گوی‌سنگ، اجسام کوچک و گردی هستند که معمولاً در سنگ‌های آذرین شیشه‌ای دیده می‌شوند. آنها اغلب در نمونه‌های ابسیدین، قیرسنگ و ریولیت به‌عنوان گلوله‌گلوله‌هایی به اندازه دانه ارزن یا دانه برنج، با جلای تیره‌تر از پایه شیشه‌ای اطراف سنگ، قابل مشاهده هستند و هنگامی که با عدسی بررسی می‌شوند، ثابت می‌کنند که آنها دارای یک ساختار فیبری تابشی هستند.